# Carla's Song
Carla's Song is een Britse dramafilm uit 1996 onder regie van Ken Loach.

## Verhaal
De Schotse buschauffeur George Lennox wordt verliefd op Carla, een vluchtelinge uit Nicaragua. Hij neemt haar mee op reis naar haar vaderland, zodat ze haar trauma's kan overwinnen. In Nicaragua heerst echter oorlog.

## Rolverdeling
| Acteur             | Personage         |
| ------------------ | ----------------- |
| Robert Carlyle     | George Lennox     |
| Oyanka Cabezas     | Carla             |
| Scott Glenn        | Bradley           |
| Salvador Espinoza  | Rafael            |
| Louise Goodall     | Maureen           |
| Richard Loza       | Antonio           |
| Gary Lewis         | Sammy             |
| Subash Singh Pall  | Victor            |
| Stewart Preston    | McGurk            |
| Margaret McAdam    | Moeder van George |
| Pamela Turner      | Eileen            |
| Greg Friel         | Muzikant          |
| Anne Marie Timoney | Opzichter         |
| Andy Townsley      | Taxichauffeur     |
| Alicia Devine      | Verpleegster      |